# Passio Artemii

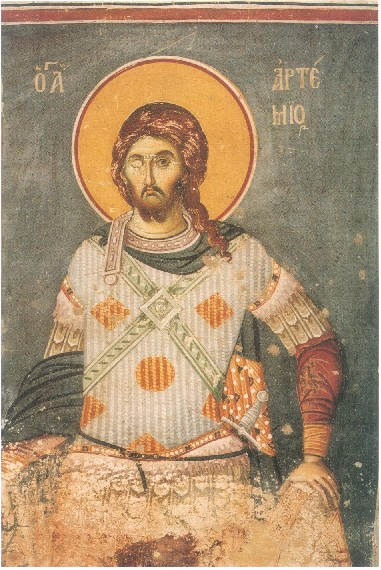
Raffigurazione di sant'Artemio, XIII/XIV secolo. Artemio fu un comandante militare romano, fatto giustiziare dall'imperatore Giuliano per aver usato la forza contro la popolazione di Alessandria d'Egitto; la Passio lo dipinge come martire per la fede, messo a morte dal pagano Giuliano per aver difeso due cristiani.

Passio Artemii è un'opera di Giovanni il monaco che descrive in maniera romanzata la vita e il martirio di sant'Artemio, un cristiano che sarebbe stato perseguitato dall'imperatore pagano Giuliano nel 361-363. L'autore è stato identificato Giovanni di Rodi o con Giovanni Damasceno. L'opera fu composta prima del X secolo.
La Passio, invece, descrive in maniera romanzata la vita di sant'Antemio, che sarebbe stato messo a morte perché cristiano. Il vero Artemio è una figura storica, un funzionario imperiale romano, processato e messo a morte sotto Giuliano; ricopriva l'incarico di Dux Aegypti, e fu accusato di aver fatto uso della forza contro la popolazione di Alessandria d'Egitto che protestava per la chiusura del tempio pagano del Serapeo. Nella Passio non si fa cenno all'episodio: Artemio sarebbe stato martirizzato perché aveva parlato in difesa di due cristiani. L'autore ignora anche il sostegno dato dall'Artemio storico all'Arianesimo.
L'importanza dell'opera risiede nel fatto che si tratta di una testimonianza rilevante della vita politica e religiosa del IV secolo. L'autore della Passio utilizzò infatti per la sua compilazione la Storia ecclesiastica di Filostorgio, da cui prese in prestito interi brani, e che si è conservata solo attraverso alcuni frammenti.